# Cyrtandra russa
Cyrtandra russa är en tvåhjärtbladig växtart som beskrevs av Charles Baron Clarke. Cyrtandra russa ingår i släktet Cyrtandra och familjen Gesneriaceae. Inga underarter finns listade i Catalogue of Life.